# O Mundo do Oriente
O mundo do Oriente (Ucraniano: Східний світ, romanizado: Skhidnyi Svit é uma revista científica trimestral revisada por pares e publicada pelo Instituto A. Yu. Krymskyi de Estudos Orientais da Academia Nacional de Ciências da Ucrânia (A. Yu. Krymskyi Institute of Oriental Studies of the National Academy of Sciences of Ukraine).
A revista publica artigos relevantes relacionados ao passado e presente do Oriente, às línguas e literaturas do Oriente, artigos sobre o contato da Ucrânia com os países orientais, pesquisas bibliográficas e resenhas, bem como informações sobre conferências acadêmicas. Publicações sobre estudos crimeanos, caucasianos, africanos e diásporas asiáticas em diferentes partes do mundo também são aceitas. O periódico aceita artigos sobre pesquisas originais desenvolvidas por autores ucranianos e estrangeiros. Além disso, traduções de fontes históricas, patrimônio religioso e literário do Oriente também são publicados. Os artigos são publicados em ucraniano e inglês.
A revista visa à revitalização da pesquisa acadêmica sobre estudos orientais na Ucrânia e ao desenvolvimento e integração dessa área como uma área de importância nos estudos de Ciências Humanas ucranianas. O objetivo da revista é manter o desenvolvimento dos estudos orientais, introduzir novas fontes de estudos, promover as mais recentes descobertas científicas, elevar o nível das pesquisas e fortalecer a cooperação acadêmica nessa área. É destinada a especialistas em estudos orientais, historiadores, filólogos, filósofos, cientistas políticos, pesquisadores de estudos religiosos, museólogos, professores, estudantes universitários e todos aqueles interessados em história, idiomas e culturas orientais e seu contato com a Ucrânia. A revista está indexada na base de dados Scopus.

## O início
O Mundo do Oriente foi publicada pela primeira vez em 1927, com o apoio da Associação Científica de Estudos Orientais Ucranianos. As duas últimas edições (nº 6 (15) em 1930 e a edição em dois volumes nº 1/2 (16/17) em 1931) foram intituladas O Oriente Vermelho. Em 1931 a publicação foi encerrada. Durante esse período, 17 temas foram publicados. A diretoria editorial do periódico incluía, particularmente,A. Yu. Krymsky, A.P. Kovalevsky uk P.G Ritter, e P. G. Tychyna.
Em 1993, após um intervalo de 62 anos, a publicação de O Mundo do Oriente foi retomada. A ação foi uma iniciativa de Omelyan Prytsak, o fundador e primeiro diretor do Instituto A. Yu. Krymskyi de Estudos Orientais. O Mundo do Oriente se tornou o periódico mais importante do instituto. Desde 1993, autores de vinte países diferentes já contribuíram para a revista.
Ao todo, mais de 110 edições foram publicadas desde 1927 até os dias atuais. Em contraste com as primeiras edições da revista, dedicadas principalmente a questões econômicas e relações comerciais com a União Soviética, em particular da Ucrânia Soviética, com os países do leste, após a retomada da publicação da revista predominam publicações sobre temas históricos.

## Editores-chefes
• J.P. Ryappo  uk (1927–1929)
• O. A. Polotsky  uk (1930–1931)
• O.Yo. Pritsak (1993-2000)
• Yu. M. Kochubey  uk (2001–2009)
• L. V. Matveeva  uk (2009–2012)
• I. IV Otroshchenko (desde 2012)

## Disponibilidade
Os temas da revista (a partir de 2012) estão disponíveis on-line, na página virtual oficial da revista.